# Křišťanova čp. 34 (Prachatice)
Měšťanský dům na adrese Křišťanova čp. 34 je dům postavený v 17. století v Prachaticích. Je situovaný na rohu Křišťanovy ulice a Kostelního náměstí, naproti děkanskému kostelu svatého Jakuba Většího. Objekt je památkově chráněn a je evidován v ÚSKP pod číslem 47295/3-3472. Zároveň se nachází v ochranném pásmu městské památkové rezervace Prachatice.

## Popis

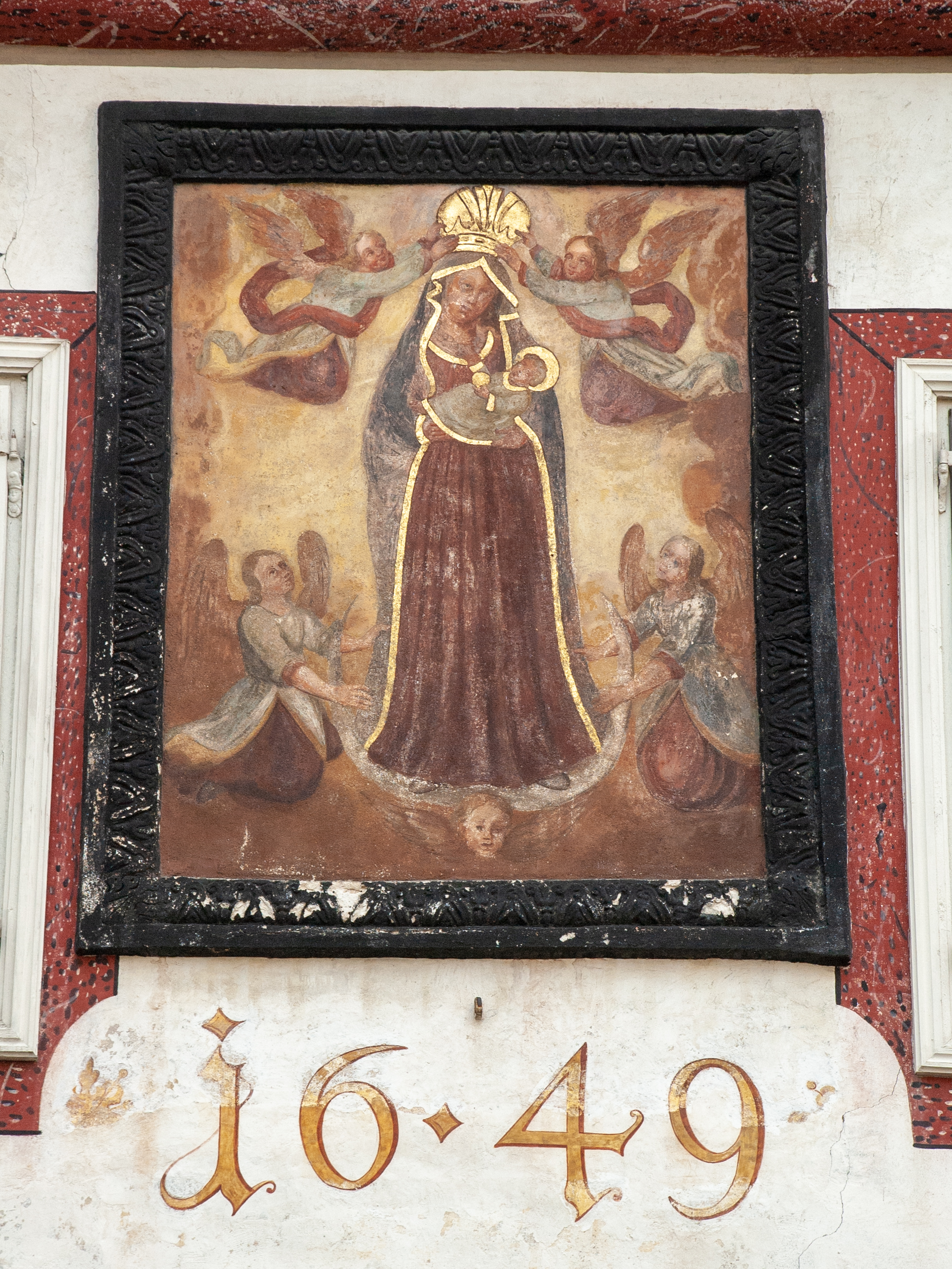
Freska Panny Marie v 1. patře venkovní fasády

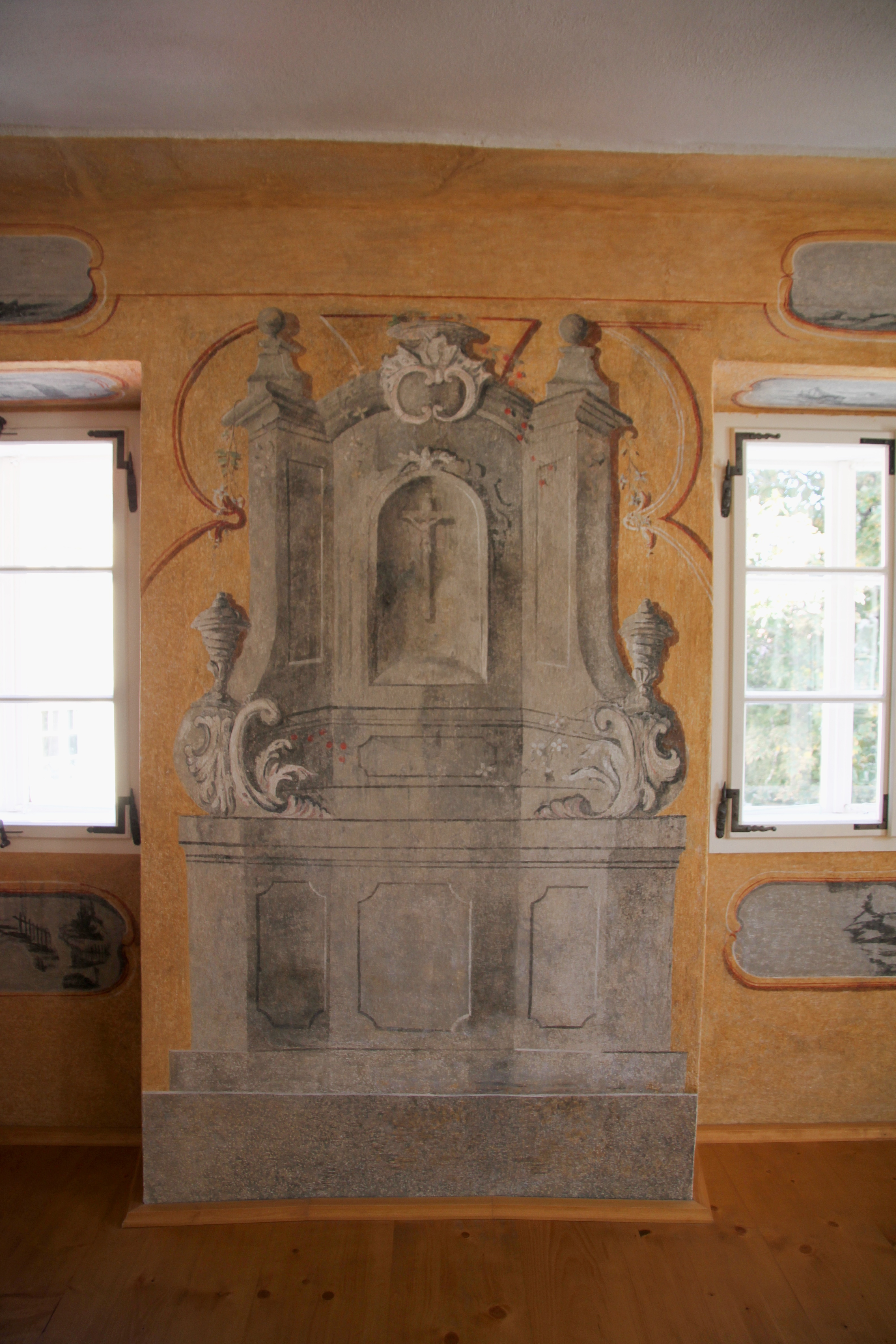
Malba v interiéru ve 2. patře představující oltář s křížem

Dům vyplňuje celou parcelu č. 35 o výměře 88 m2, je podsklepený a má dvě nadzemní podlaží. Střecha je tvořena dvěma na sebe kolmými pultovými střechami a je krytá bobrovkami. Nároží prvního a druhého patra je opatřeno malovaným kvádrováním. Obvodové stěny přízemí a patra mají dochované historické konstrukce z období přechodu renesance a baroka, historicky cenné jsou i sklepní prostory. V domě jsou zachované původní truhlářské konstrukce po obnově města po požáru v roce 1832.
Do domu jsou dva vchody. Ze severovýchodu, z Kostelního náměstí je vchod do nebytových prostor (kavárna), který je tvořen kamenným obdélným portálem s dvoukřídlými dřevěnými dveřmi. Druhý vchod je z jihovýchodu, tj. z Křišťanovy ulice. Vchází se jím do menší haly s dřevěným schodištěm do dvou nadzemních podlaží, která slouží obytným účelům. Tento vstup je segmentově zaklenutý s dřevěnými dvoukřídlými dveřmi s nadsvětlíkem uzavřeným kovanou mříží.
Okna jsou vně otvíravá, dřevěná, dvoukřídlá s šesti tabulkami a jsou osazená v líci fasády. Výrazným prvkem severovýchodního průčelí je freska Panny Marie s letopočtem 1649.

## Historie
Jádro domu pochází ze 17. století. V roce 1832 byl dům poškozen požárem, který významně zasáhl střed města. Dům byl přestavěn a byla změněna atiková střecha na stávající. V letech 1758–1775 vlastnil dům prachatický měšťan a radní Johann Millner. Ten byl objednavatelem malířské výzdoby v horním patře interiéru domu. Dalším doloženým majitelem byl Johann Hirsch. Od 80. let 20. století byla v 1. patře domu ordinace praktického lékaře. Současní majitelé jej vlastní od roku 2017.
V roce 1993 proběhl sondážní průzkum fasády domu. V rámci Programu regenerace Městské památkové rezervace Prachatice pro roky 2013–2015 (IX. etapa) byla opravena a natřena fasáda domu. Již předtím byl zrestaurován obraz Panny Marie.

Dalším záměrem byla obnova interiérů, z toho nejdříve obnova přízemí. V následné etapě měly být obnoveny interiéry v patrech. Tomu předcházel podrobný restaurátorský průzkum omítkových a nátěrových vrstev v interiérech domu, který odhalil unikátní pozdně barokní výzdobu z druhé poloviny 18. století. Nástěnné malby byly objeveny v hlavní místnosti ve druhém patře domu. Malby byly provedeny technikou chiaroscura a proměnily celý prostor v iluzivní interiér altánku. Mezi okny na severní straně byl objeven malovaný oltář, který dokládá, že místnost kromě odpočinku sloužila i k soukromé zbožnosti majitele a jeho rodiny. 

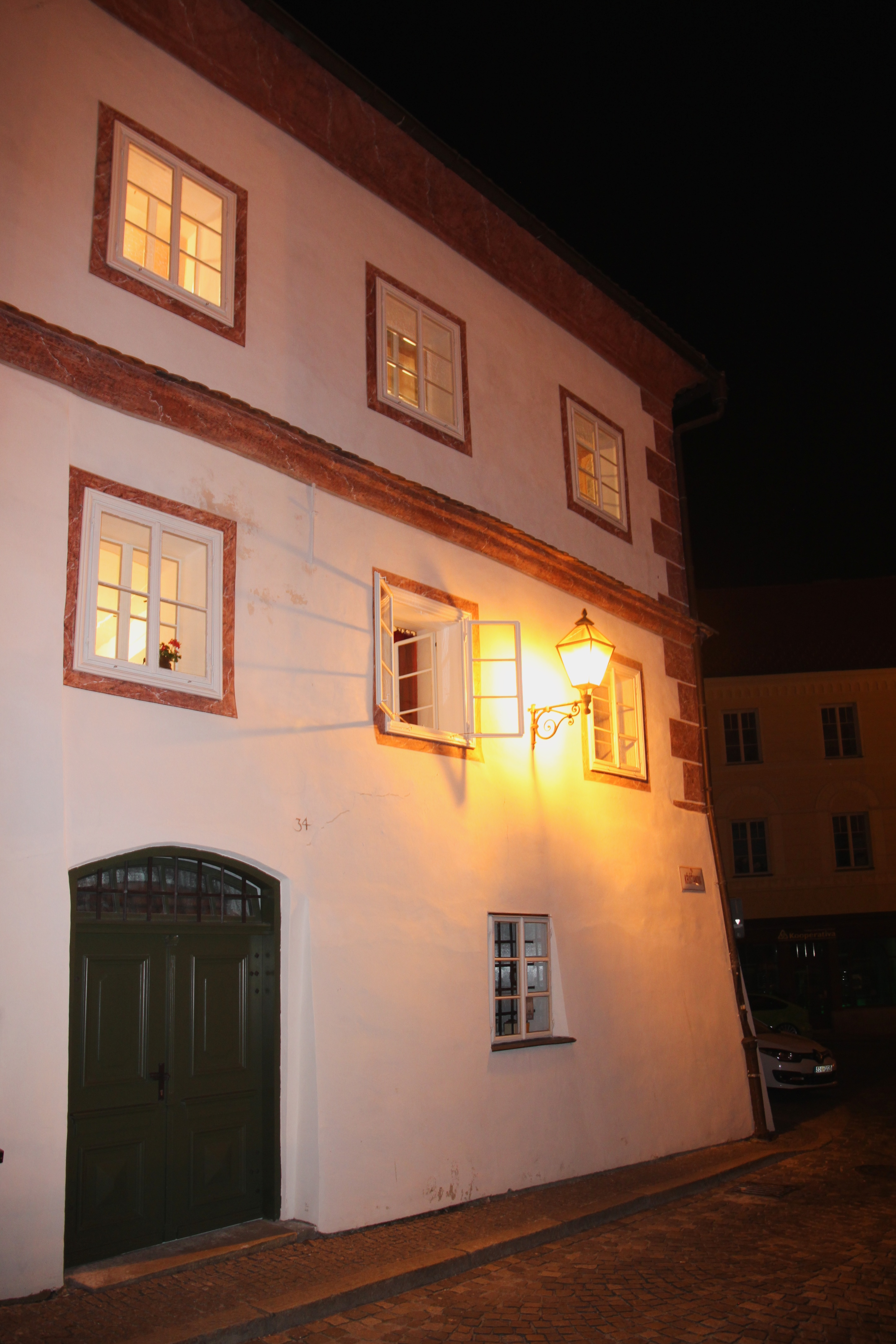
Vchod do obytné části z Křišťanovy ulice

Rekonstrukce interiérů proběhla od září 2017 do dubna 2019. Na obnově maleb se velkou měrou podíleli restaurátoři Jana Weisserová a Michal Vedral, kteří byli navrženi na cenu Národního památkového ústavu v soutěži Patrimonium pro Futuro za rok 2018 v kategorii Objev roku.

## Galerie

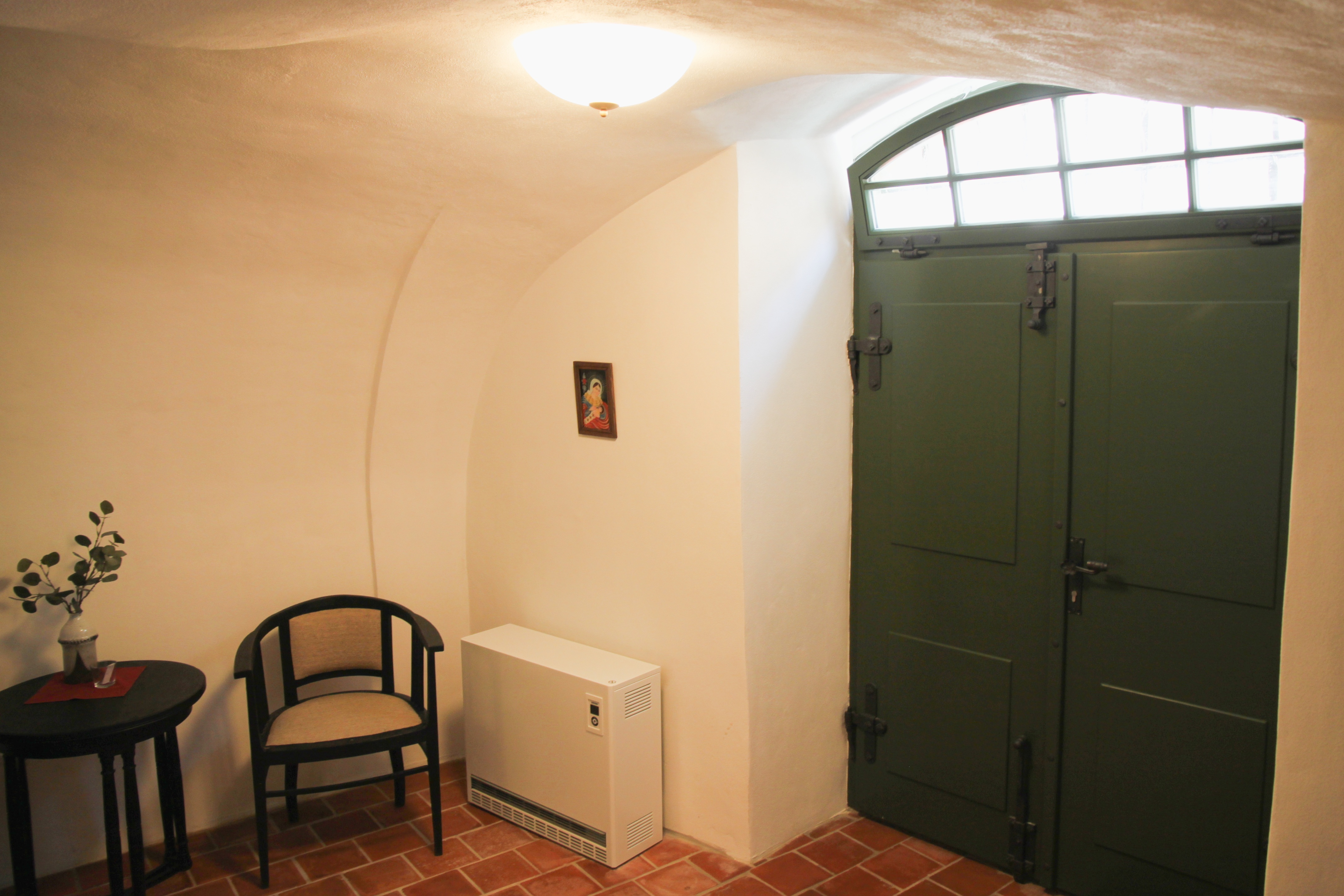
Vstupní hala do obytné části
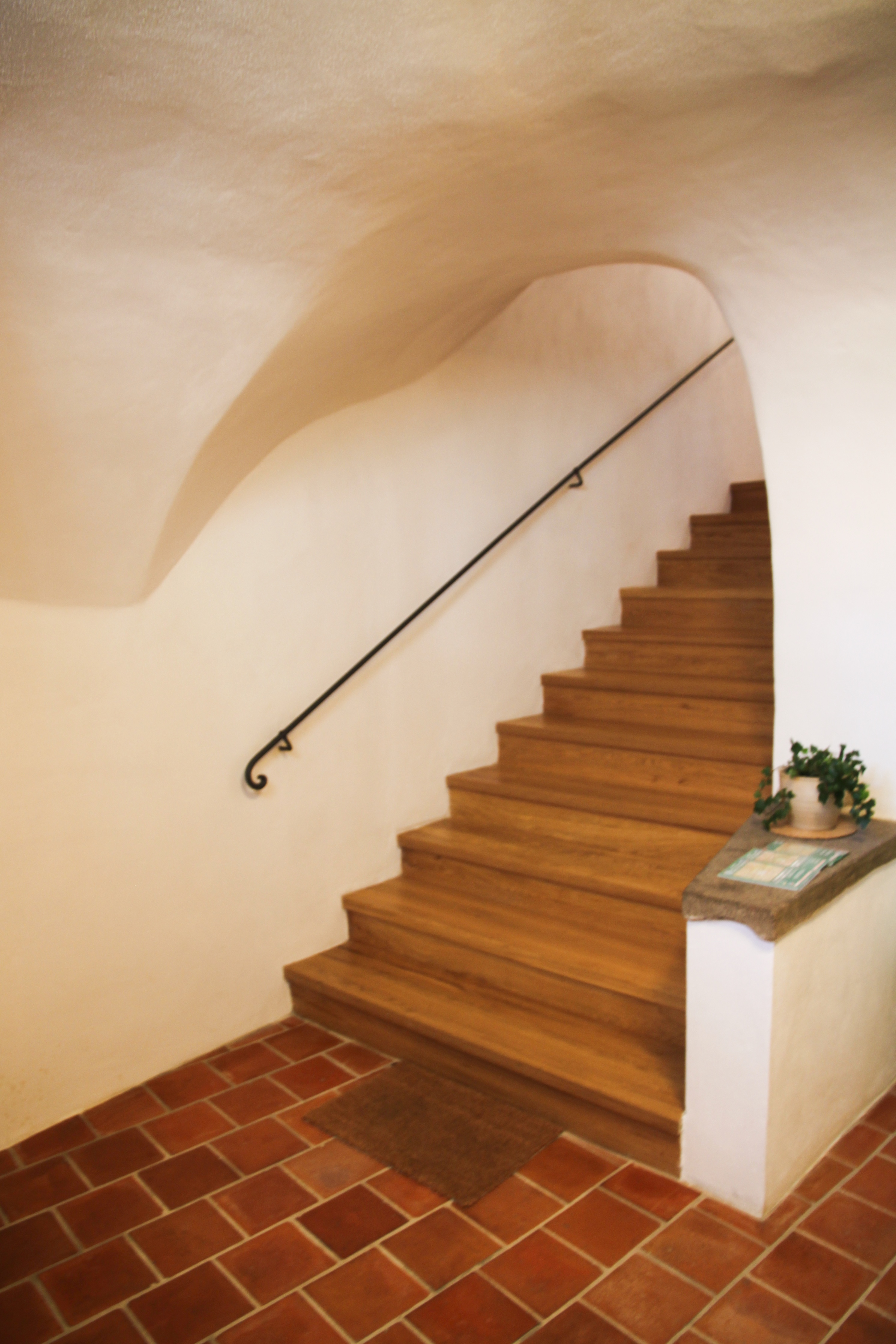
Schodiště do 1. patra
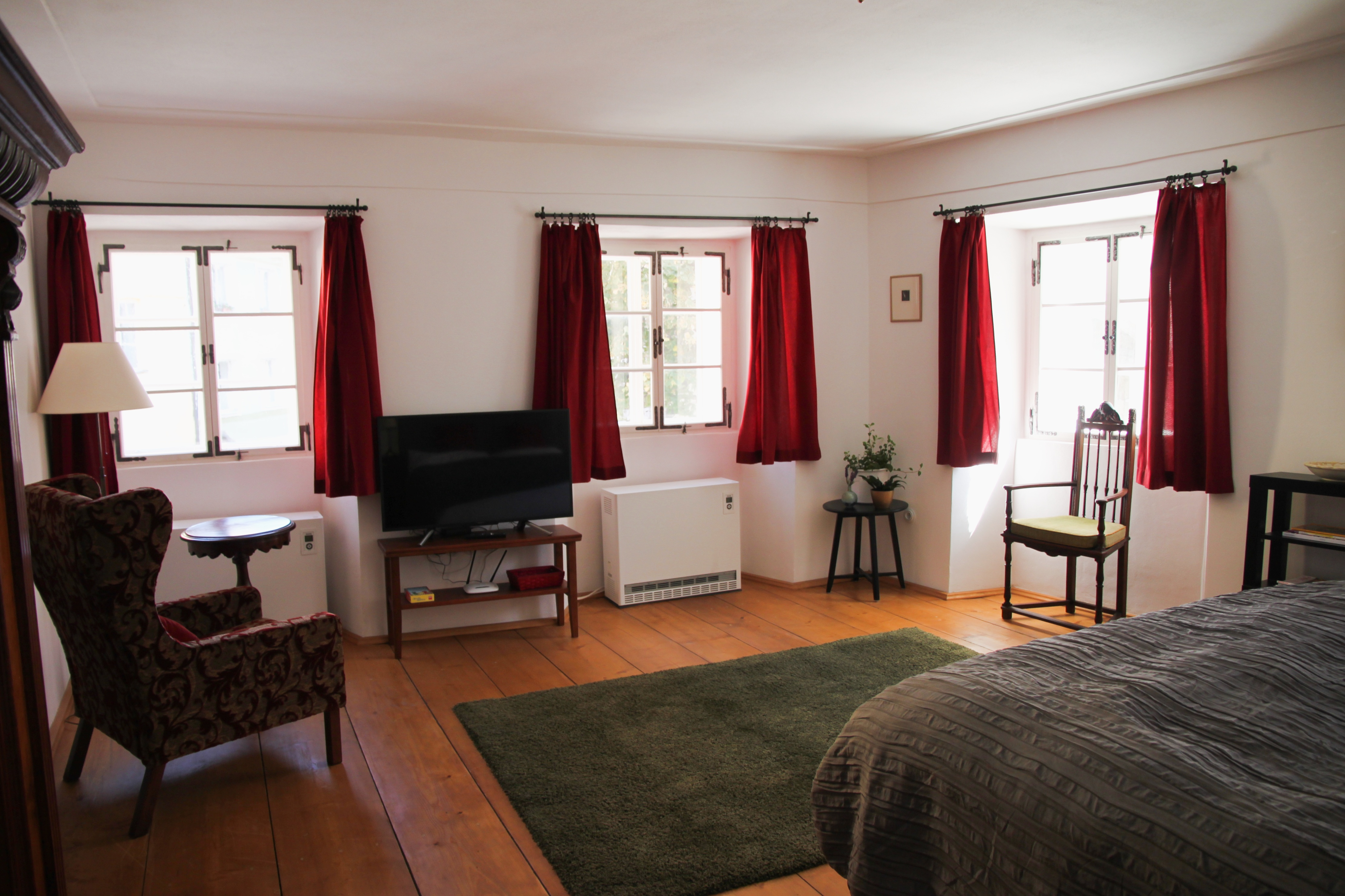
Pokoj v 1. patře
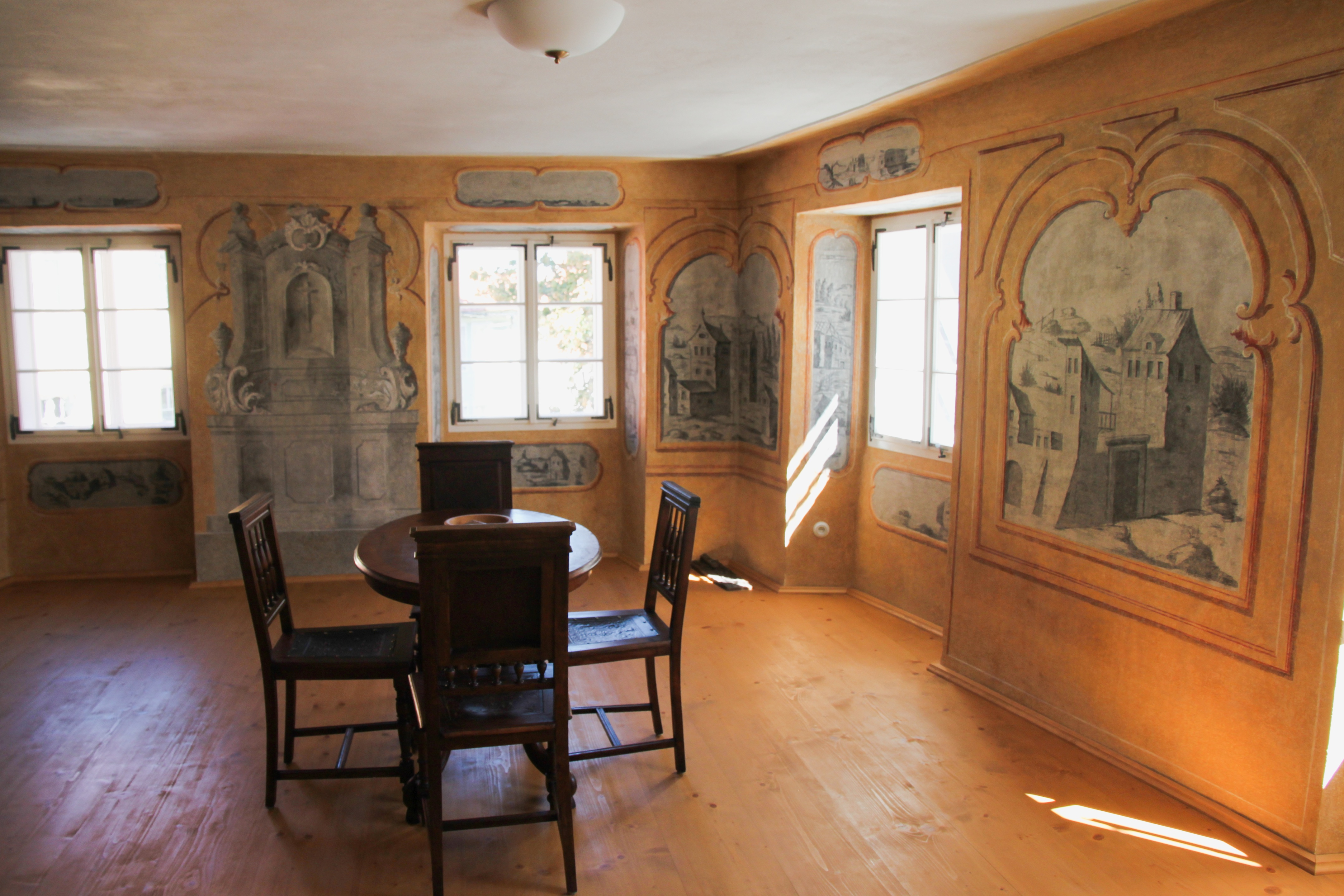
Hlavní pokoj ve 2. patře
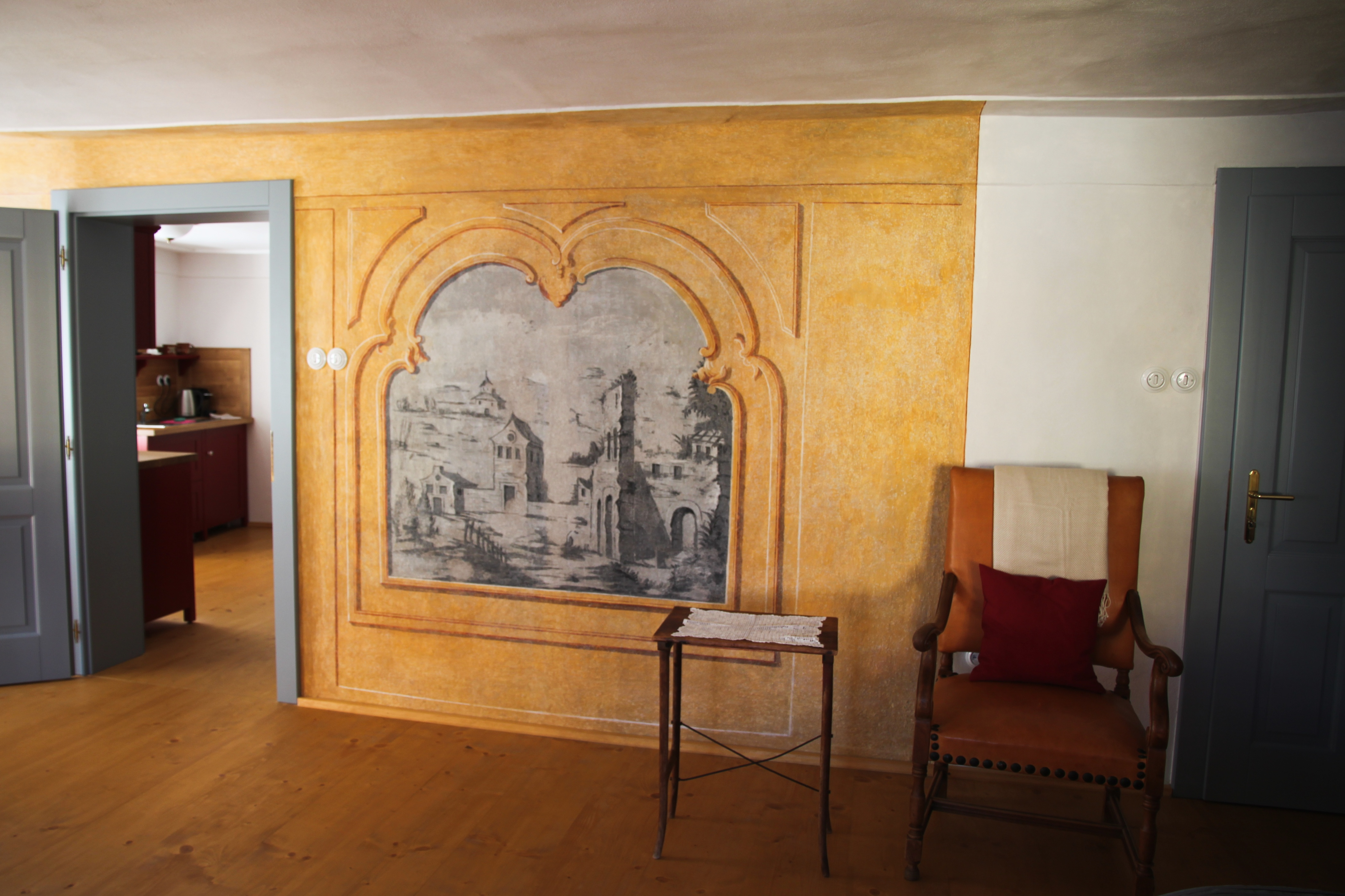
Jižní strana s dveřmi do kuchyně
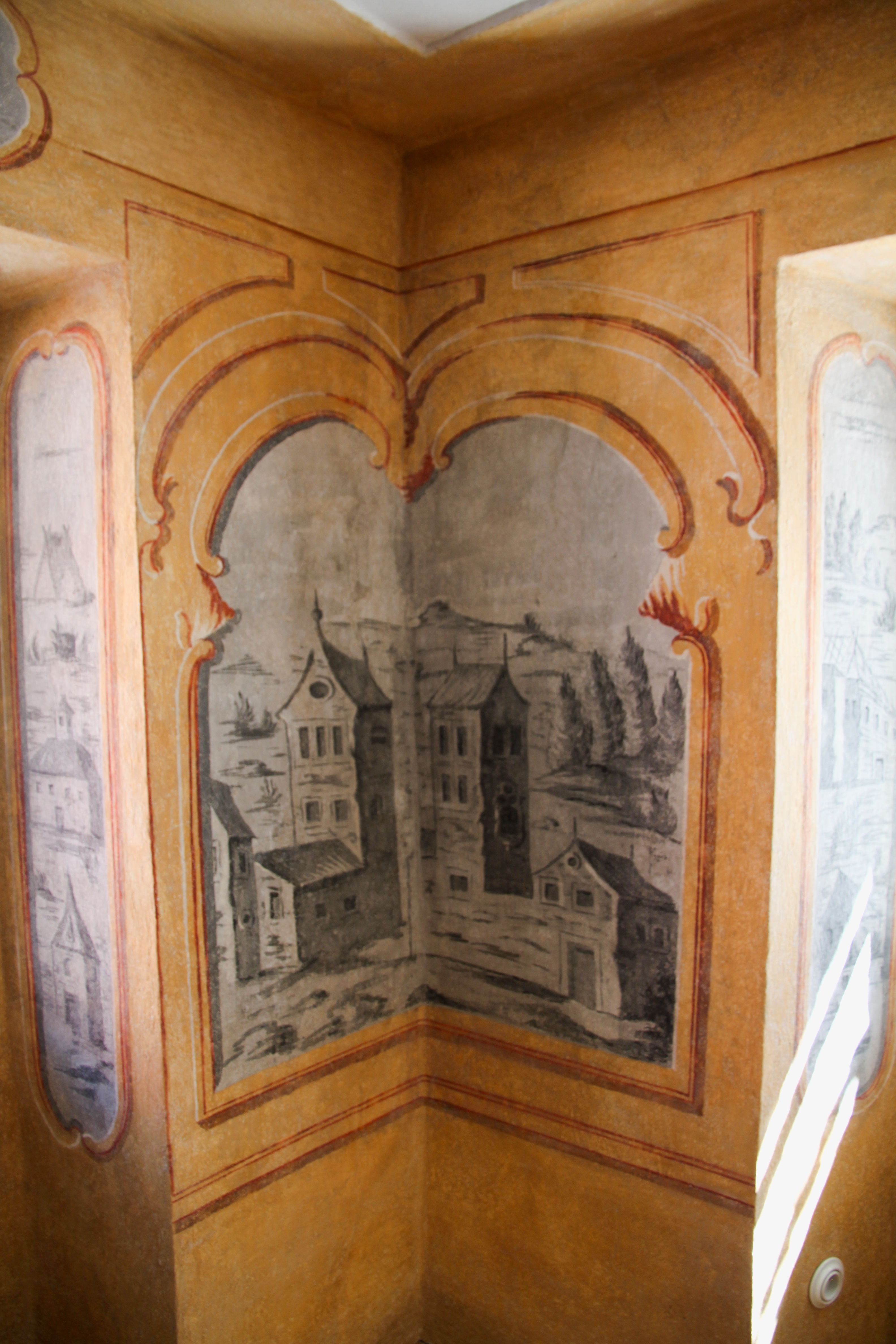
Malba v rohu pokoje
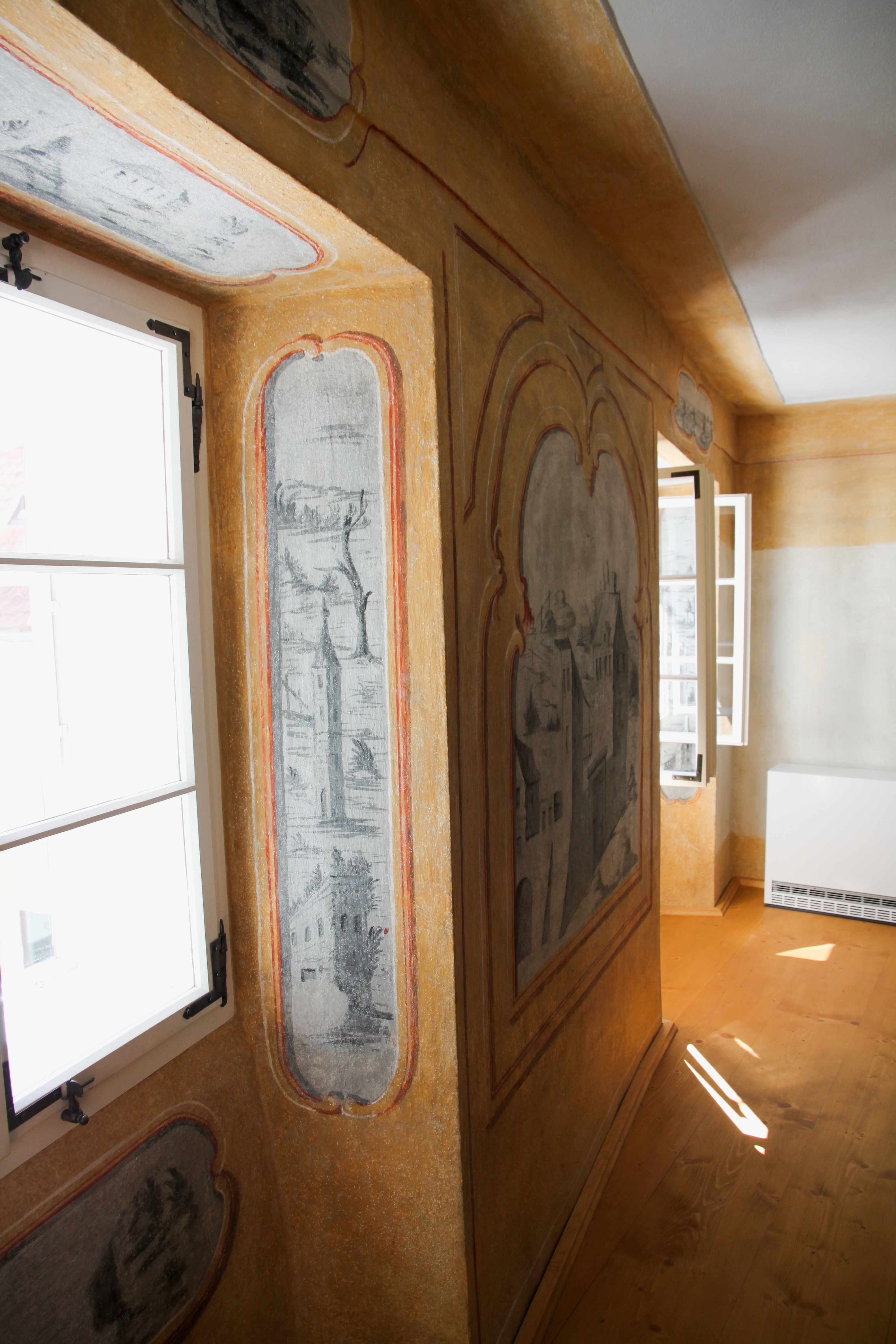
Malby na ostění